# Ignacy Stachowiak
Ignacy Stachowiak (ur. 2 stycznia 1910 w Poznaniu, zm. 21 listopada 1996 w Warszawie) – harcerz, nauczyciel, żołnierz i oficer Wojska Polskiego, myśliwy.

## Życiorys
Dowódca zwycięskiej bitwy w obronie Białegostoku 15 września 1939; żołnierz Armii Krajowej; myśliwy i popularyzator wiedzy i kultury łowieckiej; działacz Polskiego Związku Łowieckiego oraz Międzynarodowej Rady Łowiectwa i Ochrony Zwierzyny (CIC); Członek Państwowej Rady Ochrony Przyrody (1949-1970); Łowczy Wojska Polskiego (1951-1970); działacz i ponad 30 lat członek Rady Nadzorczej Spółdzielni „Jedność Łowiecka”; Sędzia Sportowy Klasy Państwowej; działacz Polskiego Związku Strzelectwa Sportowego, przez 10 lat Wiceprzewodniczący Komisji Spraw Sędziowskich; członek władz naczelnych PZŁ (1949-1996); twórca podwalin polskiego strzelectwa myśliwskiego, autor nowatorskich rozwiązań technicznych w strzelaniu do rzutków; organizator i dyrektor polskich ekspozycji, wyróżnianych i nagradzanych, na Międzynarodowych Wystawach Trofeów Łowieckich; ekspert CIC w dziedzinie trofeistyki; inicjator i autor nowych zasad pomiaru i wyceny poroży łosia europejskiego (objęcie wyceną formy badylarza); współautor, przyjętych w 1975 roku przez XXII Zgromadzenie CIC, wzorów formuł wyceny trofeów łowieckich wszystkich gatunków europejskiej zwierzyny grubej. Pochowany na cmentarzu Bródnowskim w Warszawie (kwatera 22E-6-7).

## Konkurs
Krajowy Konkurs Kół Łowieckich w Strzelaniach Myśliwskich im. płk Ignacego Stachowiaka jest organizowany od roku 1985 przez Zarząd Główny Polskiego Związku Łowieckiego w weekend na przełomie maja i czerwca. Jest to coroczny konkurs, w którym mogą uczestniczyć te koła łowieckie, które w poprzednim roku odniosły zespołowe zwycięstwa na zawodach okręgowych (d. wojewódzkich). Jest sprawdzianem poziomu szkolenia strzeleckiego w podstawowych jednostkach Związku, ale ma również na celu szeroką propagandę strzelectwa myśliwskiego i w ogóle łowiectwa.
W roku 1998 Zarząd Główny PZŁ nadał temu Konkursowi imię zasłużonego dla polskiego łowiectwa płk Ignacego Stachowiaka.

## Ordery i odznaczenia

### ordery
- Krzyż Kawalerski Orderu Odrodzenia Polski (1967)
- Krzyż Oficerski Orderu Odrodzenia Polski (1983)

### odznaczenia państwowe
- Medal za Ratowanie Ginących (1926)
- Medal za Warszawę 1939–1945 (1946)
- Medal Zwycięstwa i Wolności 1945 (1946)
- Krzyż Walecznych (1947)
- Srebrny Krzyż Zasługi (1946)
- Złoty Krzyż Zasługi (1959)
- Medal „Siły Zbrojne w Służbie Ojczyzny” – brązowy (1951)
- Medal „Siły Zbrojne w Służbie Ojczyzny” – srebrny (1955)
- Medal „Siły Zbrojne w Służbie Ojczyzny” – złoty (1968)
- Medal „Za zasługi dla obronności kraju” – brązowy (1967)
- Medal „Za zasługi dla obronności kraju” – srebrny (1968)
- Medal „Za udział w wojnie obronnej 1939” (1989).

### łowieckie
- Medal Zasługi Łowieckiej – brązowy
- Medal Zasługi Łowieckiej – srebrny
- Medal Zasługi Łowieckiej – złoty (1952)
- „Złom” (1954)
- Medal za zasługi dla rozwoju łowiectwa na terenie Lubelszczyzny (1973)
- Medal za zasługi dla rozwoju wielkopolskiego łowiectwa (1974)
- Srebrna Odznaka Honorowa Związku Łowieckiego Słowenii (1974)
- Odznaka 50-lecia Czechosłowackiego Związku Myśliwskiego (1974)
- godność Członka Honorowego Polskiego Związku Łowieckiego (1986)
- Medal św. Huberta (1983) – nadany jako pierwszemu z polskich myśliwych

### inne
- Medal "Zasłużony dla spółdzielczości"
- Odznaka "Za zasługi dla województwa warszawskiego"
- Odznaka "Zasłużony dla województwa poznańskiego"
- Odznaka "Zasłużony Obywatel Miasta Poznania"
- Złota odznaka "Zasłużony Białostocczyźnie – za wrzesień 1939"
- Złoty medal Armii Krajowej

## Publikacje
- Wycena trofeów łowieckich – podręcznik, wyd. Zarząd Główny Polskiego Związku Łowieckiego, Warszawa: wyd. I – 1985, wyd. II – 1994
- Strzelectwo myśliwskie w Polskim Związku Łowieckim – podręcznik, wyd. Zarząd Główny Polskiego Związku Łowieckiego, Warszawa: 1986
- Ignacy Stachowiak i jego opowiadania, oprac. i wyd. Barbara Nowakowska, Warszawa: 2010 (pośmiertnie)
- liczne artykuły na łamach czasopisma „Łowiec Polski”, m.in. cykle:

Przyroda i łowiectwo w innych krajach
ABC balistyki myśliwskiej
ABC optyki
Zdarzenia niezwykłe

## Inne źródła informacji
- Centralne Archiwum Wojskowe im. mjr Bolesława Waligóry, Warszawa